# Shaun Murphy (calciatore)
Shaun Peter Murphy (Sydney, 5 novembre 1970) è un ex calciatore australiano, di ruolo difensore.

## Palmarès

### Club

#### Competizioni nazionali
- National Soccer League: 2

Perth Glory: 2003, 2004

#### Competizioni internazionali
- Coppa Anglo-Italiana: 1

Notts County: 1994-1995